# Governo Sigurðardóttir II
Il secondo governo Sigurðardóttir è stato il governo dell'Islanda dal 10 maggio 2009 al 23 maggio 2013.

## Composizione

### Prima giunta: 10 maggio 2009 – 1 ottobre 2009
| Nome | Nome | Nome                     | Carica                                                                                     | Partito politico           |
|      |      | Jóhanna Sigurðardóttir   | Primo Ministro (Forsætisráðherra)                                                          | Alleanza Socialdemocratica |
|      |      | Árni Páll Árnason        | Ministro degli Affari Sociali e della Sicurezza Sociale (Félags- og tryggingamálaráðherra) | Alleanza Socialdemocratica |
|      |      | Gylfi Magnússon          | Ministro del Commercio (Viðskiptaráðherra)                                                 | indipendente               |
|      |      | Jón Bjarnason            | Ministro della Pesca e dell'Agricoltura (Sjávarútvegs- og landbúnaðarráðherra)             | Sinistra - Movimento Verde |
|      |      | Katrín Jakobsdóttir      | Ministro dell'Educazione, della Scienza e della Cultura (Menntamálaráðherra)               | Sinistra - Movimento Verde |
|      |      | Katrín Júlíusdóttir      | Ministro dell'Industria, dell'Energie e del Turismo (Iðnaðarráðherra)                      | Alleanza Socialdemocratica |
|      |      | Kristján L. Möller       | Ministro delle Comunicazioni (Samgönguráðherra)                                            | Alleanza Socialdemocratica |
|      |      | Ögmundur Jónasson        | Ministro della Salute (Heilbrigðisráðherra)                                                | Sinistra - Movimento Verde |
|      |      | Össur Skarphéðinsson     | Ministro degli Affari Esteri (Utanríkisráðherra)                                           | Alleanza Socialdemocratica |
|      |      | Ragna Árnadóttir         | Ministro della Giustizia e degli Affari Ecclesiastici (Dóms- og kirkjumálaráðherra)        | indipendente               |
|      |      | Steingrímur J. Sigfússon | Ministro delle Finanze (Fjármálaráðherra)                                                  | Sinistra - Movimento Verde |
|      |      | Svandís Svavarsdóttir    | Ministro dell'Ambiente (Umhverfisráðherra)                                                 | Sinistra - Movimento Verde |

### Primo rimpasto: 1 ottobre 2009 – 2 settembre 2010
Quattro Ministeri cambiano il proprio nome:
- Il Ministero delle Comunicazioni (Samgönguráðuneytið) cambia nome in Ministero dei Trasporti, delle Comunicazioni e del Governo Locale (Samgöngu- og sveitarstjórnarráðuneytið).
- Il Ministero dell'Educazione, della Scienza e della Cultura cambia nome da Menntamálaráðuneytið (lett. Ministero dell'Educazione) a Mennta- og menningarmálaráðuneytið (lett. Ministero dell'Educazione e della Cultura).
- Il Ministero del Commercio (Viðskiptaráðuneytið) è rinominato Ministero degli Affari Economici (Efnahags- og viðskiptaráðuneytið).
- Il Ministero della Giustizia e degli Affari Ecclesiastici (Dóms- og kirkjumálaráðuneytið) è rinominato Ministero della Giustizia e dei Diritti Umani (Dómsmála- og mannréttindaráðuneytið).[2]

Un ministro viene sostituito:
- Álfheiður Ingadóttir al posto di Ögmundur Jónasson come Ministro della Salute.

| Nome | Nome | Nome                     | Carica                                                                                                   | Partito politico           |
|      |      | Jóhanna Sigurðardóttir   | Primo Ministro (Forsætisráðherra)                                                                        | Alleanza Socialdemocratica |
|      |      | Álfheiður Ingadóttir     | Ministro della Salute (Heilbrigðisráðherra)                                                              | Sinistra - Movimento Verde |
|      |      | Árni Páll Árnason        | Ministro degli Affari Sociali e della Sicurezza Sociale (Félags- og tryggingamálaráðherra)               | Alleanza Socialdemocratica |
|      |      | Gylfi Magnússon          | Ministero degli Affari Economici (Efnahags- og viðskiptaráðherra)                                        | indipendente               |
|      |      | Jón Bjarnason            | Ministro della Pesca e dell'Agricoltura (Sjávarútvegs- og landbúnaðarráðherra)                           | Sinistra - Movimento Verde |
|      |      | Katrín Jakobsdóttir      | Ministro dell'Educazione, della Scienza e della Cultura (Mennta- og menningarmálaráðherra)               | Sinistra - Movimento Verde |
|      |      | Katrín Júlíusdóttir      | Ministro dell'Industria, dell'Energie e del Turismo (Iðnaðarráðherra)                                    | Alleanza Socialdemocratica |
|      |      | Kristján L. Möller       | Ministero dei Trasporti, delle Comunicazioni e del Governo Locale (Samgöngu- og sveitarstjórnarráðherra) | Alleanza Socialdemocratica |
|      |      | Össur Skarphéðinsson     | Ministro degli Affari Esteri (Utanríkisráðherra)                                                         | Alleanza Socialdemocratica |
|      |      | Ragna Árnadóttir         | Ministero della Giustizia e dei Diritti Umani (Dómsmála- og mannréttindaráðherra)                        | indipendente               |
|      |      | Steingrímur J. Sigfússon | Ministro delle Finanze (Fjármálaráðherra)                                                                | Sinistra - Movimento Verde |
|      |      | Svandís Svavarsdóttir    | Ministro dell'Ambiente (Umhverfisráðherra)                                                               | Sinistra - Movimento Verde |

### Secondo Rimpasto: 2 settembre 2010 – 31 dicembre 2011
Quattro ministeri cambiano ministro:
- Guðbjartur Hannesson prende il posto di Álfheiður Ingadóttir come Ministro della Salute e quello di Árni Páll Árnason come Ministro degli Affari Sociali e della Sicurezza Sociale.
- Ögmundur Jónasson prende il posto di Kristján L. Möller come Ministro dei Trasporti, delle Comunicazioni e del Governo Locale e quello di Ragna Árnadóttir come Ministro della Giustizia e dei Diritti Umani.

| |  |                          | Carica                                                                                     | Partito politico           |
| |  | Jóhanna Sigurðardóttir   | Primo Ministro (Forsætisráðherra)                                                          | Alleanza Socialdemocratica |
| |  | Árni Páll Árnason        | Ministero degli Affari Economici (Efnahags- og viðskiptaráðherra)                          | Alleanza Socialdemocratica |
| |  | Guðbjartur Hannesson     | Ministro della Salute (Heilbrigðisráðherra)                                                | Alleanza Socialdemocratica |
| Ministro degli Affari Sociali e della Sicurezza Sociale (Félags- og tryggingamálaráðherra)               |  | Guðbjartur Hannesson     |                                                                                            | Alleanza Socialdemocratica |
| |  | Jón Bjarnason            | Ministro della Pesca e dell'Agricoltura (Sjávarútvegs- og landbúnaðarráðherra)             | Sinistra - Movimento Verde |
| |  | Katrín Jakobsdóttir      | Ministro dell'Educazione, della Scienza e della Cultura (Mennta- og menningarmálaráðherra) | Sinistra - Movimento Verde |
| |  | Katrín Júlíusdóttir      | Ministro dell'Industria, dell'Energie e del Turismo (Iðnaðarráðherra)                      | Alleanza Socialdemocratica |
| |  | Ögmundur Jónasson        | Ministero della Giustizia e dei Diritti Umani (Dómsmála- og mannréttindaráðherra)          | Sinistra - Movimento Verde |
| Ministero dei Trasporti, delle Comunicazioni e del Governo Locale (Samgöngu- og sveitarstjórnarráðherra) |  | Ögmundur Jónasson        |                                                                                            | Sinistra - Movimento Verde |
| |  | Össur Skarphéðinsson     | Ministro degli Affari Esteri (Utanríkisráðherra)                                           | Alleanza Socialdemocratica |
| |  | Steingrímur J. Sigfússon | Ministro delle Finanze (Fjármálaráðherra)                                                  | Sinistra - Movimento Verde |
| |  | Svandís Svavarsdóttir    | Ministro dell'Ambiente (Umhverfisráðherra)                                                 | Sinistra - Movimento Verde |

### Terzo Rimpasto: 31 dicembre 2011 – 23 maggio 2013
- Oddný Guðbjörg Harðardóttir prende il posto di Steingrímur J. Sigfússon come Ministro delle Finanze.
- Steingrímur J. Sigfússon sostituisce Árni Páll Árnason come Ministero degli Affari Economici e Jón Bjarnason come Ministro della Pesca e dell'Agricoltura.

| Nome | Nome | Nome                        | Carica                                                                                     | Partito politico           |
| |      | Jóhanna Sigurðardóttir      | Primo Ministro (Forsætisráðherra)                                                          | Alleanza Socialdemocratica |
| |      | Guðbjartur Hannesson        | Ministro della Salute (Heilbrigðisráðherra)                                                | Alleanza Socialdemocratica |
| Ministro degli Affari Sociali e della Sicurezza Sociale (Félags- og tryggingamálaráðherra)               |      | Guðbjartur Hannesson        |                                                                                            | Alleanza Socialdemocratica |
| |      | Katrín Jakobsdóttir         | Ministro dell'Educazione, della Scienza e della Cultura (Mennta- og menningarmálaráðherra) | Sinistra - Movimento Verde |
| |      | Katrín Júlíusdóttir         | Ministro dell'Industria, dell'Energie e del Turismo (Iðnaðarráðherra)                      | Alleanza Socialdemocratica |
| |      | Oddný Guðbjörg Harðardóttir | Ministro delle Finanze (Fjármálaráðherra)                                                  | Alleanza Socialdemocratica |
| |      | Ögmundur Jónasson           | Ministero della Giustizia e dei Diritti Umani (Dómsmála- og mannréttindaráðherra)          | Sinistra - Movimento Verde |
| Ministero dei Trasporti, delle Comunicazioni e del Governo Locale (Samgöngu- og sveitarstjórnarráðherra) |      | Ögmundur Jónasson           |                                                                                            | Sinistra - Movimento Verde |
| |      | Össur Skarphéðinsson        | Ministro degli Affari Esteri (Utanríkisráðherra)                                           | Alleanza Socialdemocratica |
| |      | Steingrímur J. Sigfússon    | Ministero degli Affari Economici (Efnahags- og viðskiptaráðherra)                          | Sinistra - Movimento Verde |
| Ministro della Pesca e dell'Agricoltura (Sjávarútvegs- og landbúnaðarráðherra)                           |      | Steingrímur J. Sigfússon    |                                                                                            | Sinistra - Movimento Verde |
| |      | Svandís Svavarsdóttir       | Ministro dell'Ambiente (Umhverfisráðherra)                                                 | Sinistra - Movimento Verde |

#### Cambiamento: 1 gennaio 2011
Quattro ministeri cambiano organizzazione:
- Il Ministero della Giustizia e dei Diritti Umani ed il Ministero dei Trasporti, delle Comunicazioni e del Governo Locale convergono per formare il Ministero degli Interni (Innanríkisráðuneytið).
- Il Ministero della Salute ed il Ministero degli Affari Sociali e della Sicurezza Sociale convergono per formare il Ministero del Welfare (Velferðarráðuneytið).[3][4]

#### Cambiamento: 1 settembre 2012
Sei Ministeri cambiano organizzazione:
- Il Ministero della Pesca e dell'Agricoltura, il Ministero dell'Industria, dell'Energia e del Turismo e parte del Ministero degli Affari Economici convergono per formare il Ministero delle Industrie e dell'Innovazione (Atvinnuvega- og nýsköpunarráðuneytið), guidato da Steingrímur J. Sigfússon.
- Il Ministero dell'Ambiente cambia nome in Ministero dell'Ambiente e delle Risorse Naturali (Umhverfis- og auðlindaráðuneytið)
- Il Ministero della Finanza e parte del Ministero degli Affari Economici convergono per formare il Ministero delle Finanze e degli Affari Economici (Fjármála- og efnahagsráðuneytið), guidato da Oddný Guðbjörg Harðardóttir.